# Pseudogramma megamyctera
Pseudogramma megamyctera är en fiskart som beskrevs av Randall och Baldwin, 1997. Pseudogramma megamyctera ingår i släktet Pseudogramma och familjen havsabborrfiskar. Inga underarter finns listade i Catalogue of Life.